# Türkische Botschaft in Banjul
Die Türkische Botschaft in Banjul ist die offizielle diplomatische Vertretung der Republik Türkei für Gambia. Sie hat ihren Sitz südwestlich der gambischen Hauptstadt Banjul in der Ortschaft Brufut, Distrikt Kombo North mit der Adresse 29 Kaira Avenue 4th Street Brufut Gardens Banjul. Die diplomatische Mission wurde im Dezember 2011 eröffnet.
Der amtierende Botschafter ist seit Januar 2020 Tolga Bermek.

## Liste der türkischen Botschafter
| Amtszeit                                | Botschafter        |
| --------------------------------------- | ------------------ |
| 1. Dezember 2011 bis 15. September 2013 | Ali Rıza Özcoşkun  |
| 15. Oktober 2013 bis 1. November 2016   | Ergin Soner        |
| 15. November 2016 bis 1. Januar 2020    | İsmail Sefa Yüceer |
| 15. Januar 2020 -                       | Tolga Bermek       |